# Concurrence (Quanteninformatik)
Die Concurrence (englisch für „Mitwirkung“, „Übereinstimmung“, „Zusammentreffen“) bezeichnet in der Quanteninformatik ein Maß der Verschränkung zweier Qubits. Die Concurrence ist genau dann gleich Null, wenn ein Zustand separabel ist und gleich Eins für maximal verschränkte Zustände.

## Definition
Die Concurrence ist als Funktion der Dichtematrix {\displaystyle \rho } eines Zustandes definiert als
{\displaystyle {\mathcal {C}}(\rho )\equiv \max(0,\lambda _{1}-\lambda _{2}-\lambda _{3}-\lambda _{4})\ .}
Hierbei sind {\displaystyle \lambda _{1},...,\lambda _{4}} die Eigenwerte in absteigender Reihenfolge der hermiteschen Matrix
{\displaystyle R={\sqrt {{\sqrt {\rho }}{\tilde {\rho }}{\sqrt {\rho }}}}}
mit
{\displaystyle {\tilde {\rho }}=(\sigma _{y}\otimes \sigma _{y})\rho ^{*}(\sigma _{y}\otimes \sigma _{y})}
dem Spin-geflippten Zustand von {\displaystyle \rho } und der Pauli-Matrix {\displaystyle \sigma _{y}}. (Die komplexe Konjugation {\displaystyle {}^{*}} ist in der Eigenbasis von {\displaystyle \sigma _{z}} zu nehmen.)
Alternativ stellen die {\displaystyle \lambda _{i}} die Wurzeln der Eigenwerte der nicht-hermiteschen Matrix {\displaystyle \rho {\tilde {\rho }}} dar. Alle {\displaystyle \lambda _{i}} sind hierbei nicht-negative reelle Zahlen.
Für einen reinen Zustand {\displaystyle |\psi \rangle } vereinfacht sich die Definition zu:S. 911
{\displaystyle {\mathcal {C}}(|\psi \rangle )=2{\sqrt {2(1-\operatorname {tr} (\rho ^{2}))}},}
wobei {\displaystyle \rho =\operatorname {tr} _{2}(|\psi \rangle \langle \psi |)} die Partialspur der Dichtematrix des Zustands {\displaystyle |\psi \rangle } und {\displaystyle \rho } damit die Dichtematrix des ersten Qubits ist. Ausgedrückt in den zwei Schmidt-Koeffizienten {\displaystyle a_{1}\geq a_{2}\geq 0} des Zustands {\displaystyle |\psi \rangle } gilt:S. 911
{\displaystyle {\mathcal {C}}(|\psi \rangle )=2a_{1}a_{2}.}

## Eigenschaften
Aus der Concurrence kann die Formationsverschränkung für bipartite Zustände durch eine monotone Abbildung berechnet werden. Die Formationsverschränkung ist aber auch für Qubit-Zustände höherer Dimension definiert.
Für reine Zustände ist die Concurrence ein Polynom {\displaystyle SL(2,\mathbb {C} )^{\otimes 2}} invariant unter den Koeffizienten des Zustandes. Für gemischte Zustände kann die Concurrence als konvexe Fortsetzung definiert werden.
Die Concurrence eines Qubits mit dem Rest eines Systems kann die Summe der Concurrences von Qubit-Paaren, zu denen es gehört, nicht übersteigen.

## Verallgemeinerung
Die Concurrence kann auf {\displaystyle d>2}-dimensionale Systeme verallgemeinert werden. Für reine Zustände gilt
{\displaystyle {\mathcal {C}}(|\psi \rangle )={\sqrt {\langle \psi |\psi \rangle -\mathrm {tr} (\rho _{1}^{2})}},}
wobei {\displaystyle \rho _{1}=\mathrm {tr} _{2}(|\psi \rangle \langle \psi |)} der reduzierte Zustand im ersten der beiden Systeme ist. Für einen gemischten Zustand {\displaystyle \rho } ist {\displaystyle {\mathcal {C}}(\rho )} über eine konvexe Dach-Konstruktion definiert. Anders als im Fall von Qubits ist keine analytische Formel bekannt und es gilt auch nicht mehr, dass die Formationsverschränkung eine monotone Funktion der Concurrence ist.
Eine andere Verallgemeinerung ist nur für spezielle Zustände definiert. In diesem Fall besteht aber der monotone Zusammenhang mit der Formationsverschränkung weiter.